# ألفرد ووكر
ألفرد ووكر (بالإنجليزية: Alfred Walker)‏ (8 سبتمبر 1827 في المملكة المتحدة - 4 سبتمبر 1870) هو لاعب كريكت بريطاني (وحمل سابقاً جنسية المملكة المتحدة لبريطانيا العظمى وأيرلندا).